# Bernhard Roos (Politiker, 1954)

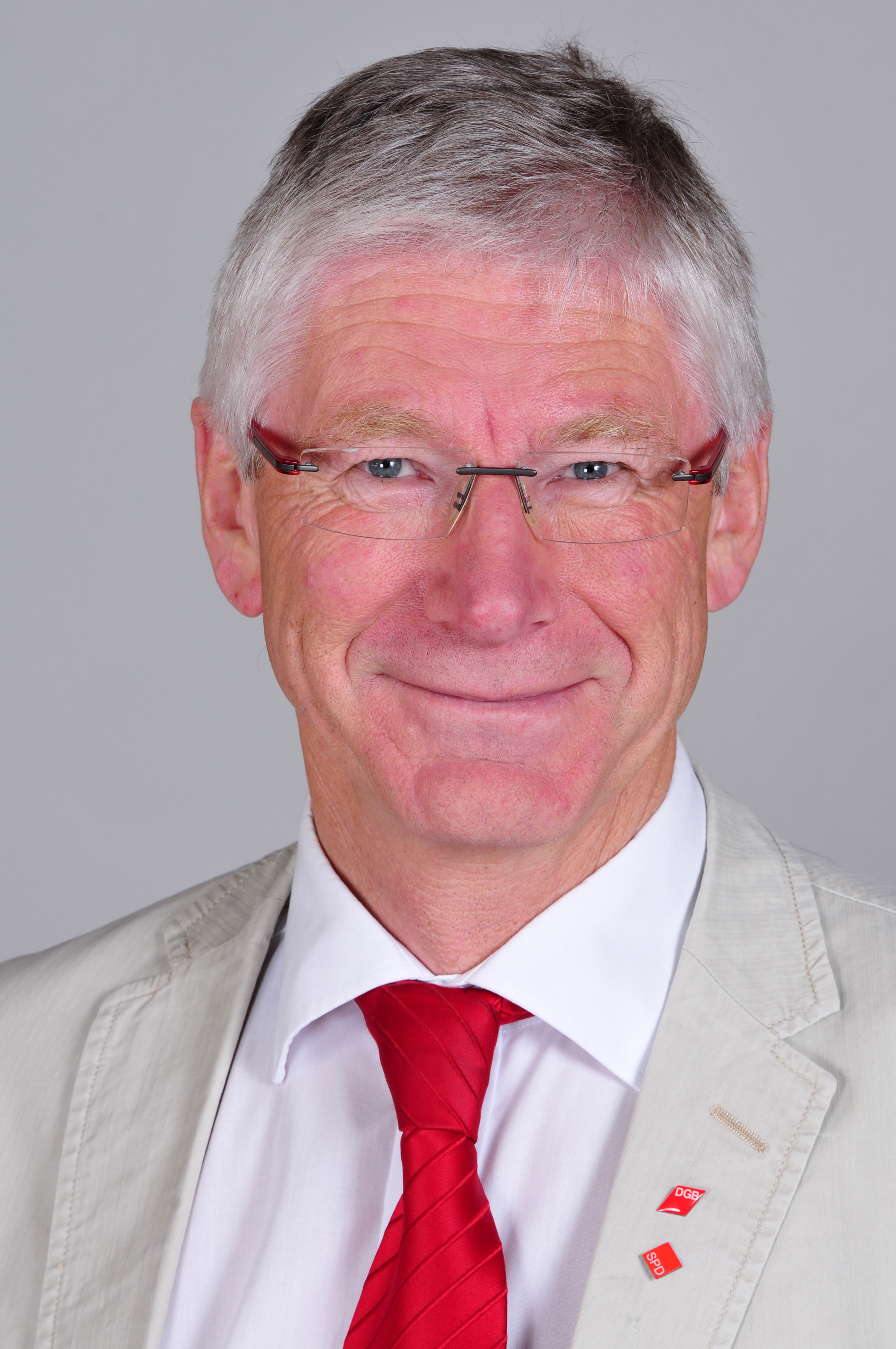
Bernhard Roos 2012

Bernhard Roos (* 20. Juni 1954 in Hacklberg, inzwischen Teil von Passau) ist ein deutscher SPD-Politiker und war von 2008 bis 2018 Mitglied des Bayerischen Landtags. Von 1988 bis 2008 war er 1. Bevollmächtigter der IG Metall für die Verwaltungsstelle Passau und seit 2009 ist er Bezirkssekretär der IG Metall, Bezirksleitung Bayern.

## Werdegang
Nach seinem Abitur am Adalbert-Stifter-Gymnasium 1974 legte Roos 1985 das Zweite Juristische Staatsexamen an der Ludwig-Maximilians-Universität in München ab.
Nach Tätigkeiten bei der Passauer Aktuellen Zeitung und als Rechtssekretär des DGB wurde Roos 1987 Gewerkschaftssekretär der IG Metall und ein Jahr später 1. Bevollmächtigter der Verwaltungsstelle Passau.
1986 trat Roos der SPD bei. 2003 wurde er Bezirksvorstandsmitglied der SPD Niederbayern und von 2007 bis 2009 Vorstandsmitglied der SPD Bayern. Daneben war er Vorstandsmitglied des DGB in der Region Donauwald und Aufsichtsratsmitglied der ZF Passau GmbH 1988 bis 2011.
2008 kandidierte Roos im Stimmkreis Passau-Ost für den Bayerischen Landtag. Zusammen mit dem Zweitstimmenergebnis wurde er über die Niederbayern-Liste in den Landtag gewählt. 2013 wurde er erneut, nun mit dem besten Stimmenergebnis für die SPD in Niederbayern über die Liste in den Bayerischen Landtag gewählt. Dort war er Mitglied im Ausschuss für Wirtschaft und Medien, Infrastruktur, Bau und Verkehr, Energie und Technologie. Roos war für seine Fraktion Sprecher für Industrie- und Verkehrspolitik. Bei der Landtagswahl 2018 kandidierte er nicht mehr.

## Auszeichnungen
Am 1. Februar 2019 wurde ihm die Bayerische Verfassungsmedaille in Silber verliehen.